# Régine van den Broek d’Obrenan
Régine van den Broek d'Obrenan, née Régine de Ganay, est une exploratrice et écrivaine française née le 12 août 1909 à Paris et morte le 13 septembre 2014 dans la même ville à l’âge de 105 ans.

## Biographie

### Jeunesse
Régine de Ganay naît le 12 août 1909 dans le 8e arrondissement de Paris. Fille de Zélie Schneider, issue d’une grande dynastie industrielle de la métallurgie, et de Gérard de Ganay, membre de l’aristocratie française, Régine van den Broek grandit dans un milieu cultivé et cosmopolite. Elle est la petite-fille d'Henri Schneider. Régine a une sœur cadette :  l’ethnologue Solange de Ganay (1902-2003).
Très jeune, elle se forme aux arts plastiques. Elle épouse Charles van den Broek d'Obrenan (1909-1956) en 1931. Leur voyage de noces les conduit à Tahiti, amorçant une passion durable pour l’Océanie. Elle donne ensuite naissance à deux fils : François (1932-2016) et Alain (1936-2020).

### L'expédition de La Korrigane
En mars 1934, Régine van den Broek participe à l’expédition à bord du yacht La Korrigane en compagnie d’Étienne et Monique de Ganay, Jean Ratisbonne, et son mari Charles. Le groupe explore les archipels du Pacifique avec l’intention de contribuer à la connaissance ethnographique, à l’instar d’autres expéditions prestigieuses menées à l’époque par des héritiers fortunés comme William Vanderbilt ou Julius Fleischmann.
L’expédition bénéficie du soutien de Paul Rivet et Georges-Henri Rivière, figures majeures de l’ethnologie française, ce qui permet la collecte de plus de 2 500 objets ethnographiques. Une partie de cette collection est exposée en 1938 lors de l’ouverture du musée de l’Homme, dans une exposition intitulée Le voyage de La Korrigane en Océanie. Les objets rejoignent ensuite les réserves du musée jusqu’à leur dispersion partielle lors d’une vente en 1961. De nombreuses photographies et fiches de terrain accompagnent ces collectes, enrichissant durablement les connaissances sur les cultures du Pacifique.

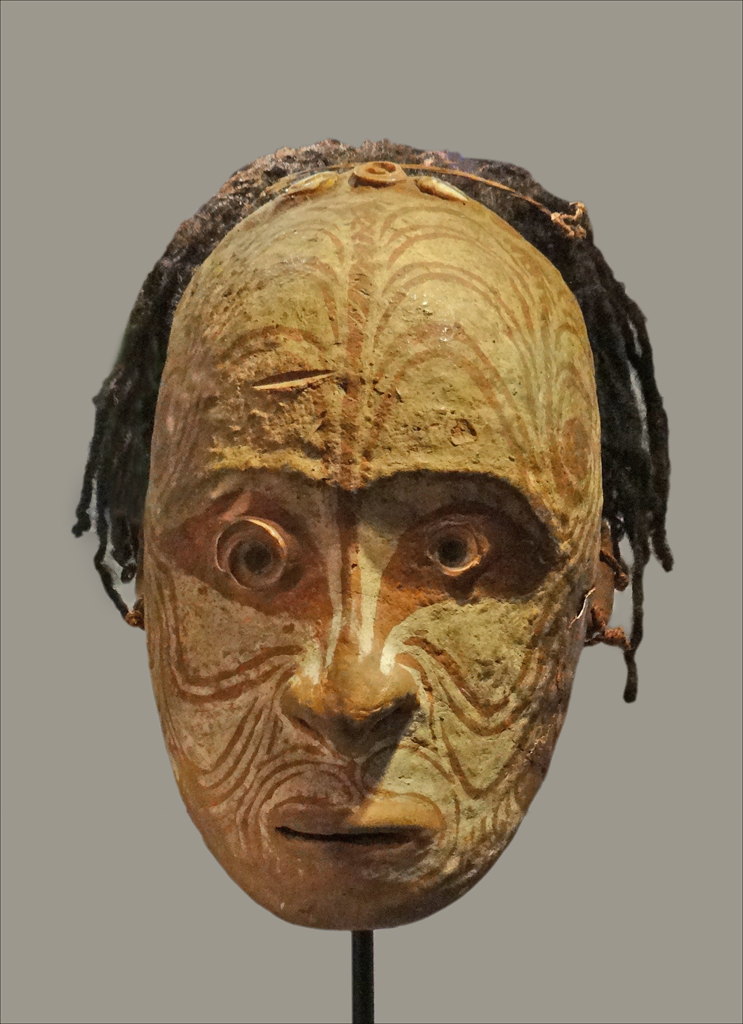
Crâne surmodelé Iatmul. Yuat, Sepik, de Papouasie-Nouvelle-Guinée donné par Etienne de Ganay, Monique de Ganay, Régine et Charles van den Broek d'Obrenan au musée du quai Branly.

Durant cette expédition, Régine van den Broek d’Obrenan se distingue comme l’artiste du groupe, réalisant plusieurs centaines de croquis, dessins et peintures documentant les escales. Son ouvrage Les Korrigan autour du monde (1937) mêle récit de voyage et illustration dans un style proche de la bande dessinée humoristique, préfigurant des formes de narration visuelle encore peu répandues à l’époque.

### Carrière artistique
Active dans les milieux ethnographiques, Régine van den Broek participe avant la Seconde Guerre mondiale à la création du Centre d’études océaniennes, qui deviendra en 1945 la Société des Océanistes. En 1947, elle publie dans le Journal de la Société des Océanistes un article illustré : Notes sur l’île Rennell et ses tatouages.
Régine et Charles se séparent, ce dernier ayant abandonné femme et enfants pour vivre aux côtés d'une jeune anglaise, à Tahiti, où il trouvera la mort en 1956.
Tout au long de sa vie, elle demeure passionnée par l’Océanie. Elle participe à divers projets liés à La Korrigane, notamment une exposition en 2001 au musée de l’Homme et la rétrospective de 2006 au musée du quai Branly – Jacques Chirac, où sont exposées plusieurs pièces de la collection ainsi que ses œuvres graphiques. Elle collabore au documentaire Les voyageurs de La Korrigane, réalisé par Jean-Paul Fargier en 2005, y partageant ses souvenirs avec humour et vivacité.
Régine van den Broek d’Obrenan laisse derrière elle une œuvre iconographique rare, témoin d’une époque où l’exploration maritime et la recherche ethnographique étaient encore intimement liées. Ses dessins, carnets et souvenirs constituent une source précieuse pour l’étude de l’art océanien et des pratiques ethnographiques de l’entre-deux-guerres.
En 2014, Christian Coiffier, anthropologue, maître de conférences du Muséum national d'histoire naturelle de Paris et chargé de mission au département de la recherche et de l’enseignement du musée du quai Branly lui consacre un deuxième livre, après celui de 2001.

### Mort
Régine van den Broek d'Obrenan s'éteint paisiblement à son domicile parisien, dans sa 106e année. Elle repose au cimetière du Père-Lachaise, dans la sépulture Visconti.

## Publications
- À bord de La Korrigane : carnet de voyage de Régine van den Broek d'Obrenan aux Nouvelles-Hébrides, aux îles Salomon et aux îles de l'Amirauté en 1935 (2014)
- Les Korrigan autour du monde (1937)

## Sources
- Christian Coiffier, Régine van den Broek d'Obrenan: une artiste à bord de La Korrigane, Somogy, 2014
- "In memoriam Régine van den Broek d’Obrenan (1909-2014)", Journal de la Société des océanistes, 2014
- Benoît de l'Estoile, Le Goût des Autres. De l'Exposition coloniale aux Arts premiers, Flammarion, 2008
- Christian Coiffier, Le Voyage de La Korrigane dans les mers du sud: exposition présentée au Musée de l'homme, du 5 décembre 2001 au 3 juin 2002, Hazan, 2001
- https://data.bnf.fr/fr/ark:/12148/cb126973047
- https://www.sudoc.abes.fr/cbs/DB=2.1//SRCH?IKT=12&TRM=182357023